# 月姫PLUS-DISC
『月姫PLUS-DISC』（つきひめプラスディスク）は、2001年1月21日に同人サークル（当時）TYPE-MOONによって製作された、『月姫』の追加特典ディスクである。
最初のリリースは同人誌即売会「サンシャインクリエイション」にて『月姫』の購入特典として添付されたもので、翌月に『PLUS-DISC』単品でも販売された（TMC-0102）。のちに、『月姫』シリーズのセットである『月箱』に、『月姫PLUS+DISC』（TMC-0106）として収録されている。
『PLUS-DISC』には『月姫』の修正ファイル、過去に配布した体験版『閑話月姫』に「幻視同盟」「げっちゃ」「デモンストレーション」、『空の境界』の始めの部分のテキストが収録されている。また『PLUS+DISC』ではこれらに加え、「げっちゃ2」「きのこ名作実験場」と壁紙が追加収録されている。なお『PLUS+DISC』では、後にTYPE-MOONが有限会社ノーツのアダルトゲーム用ブランドとして商業化された後に発表される『Fate/stay night』と同じゲームエンジンである吉里吉里が用いられている。

## 本編内容
「幻視同盟」
『月姫』本編より少し後の番外編となるショートシナリオ。瀬尾晶が初登場する話。
あらすじ
未来視の能力を持つ瀬尾晶は、ある日道を歩いていた。その時突然、誰かが人を殺している未来を見てしまい、つい叫んでしまう。「人殺しなんかしちゃダメでしょうっっ！」と。この言葉から、瀬尾晶は「ある事件」へと巻き込まれているのであった。
登場人物
瀬尾 晶（せお あきら）
秋葉の通う浅上女学院中等部の後輩。二人は生徒会活動を通じて知り合った。役職は会計。瀬尾アキラという表記も多い。
秋葉を異様に畏れており、目の前にするとおどおどと草食の小動物のようになってしまう（でも秋葉が好き）。造り酒屋の娘であり、幼少時より日常的に利き酒を経験してきたため、酒にうるさく、また酒豪。学園寮でもこっそり飲んでいるらしい。志貴への感情は憧れ以上、片思い未満といったところらしい。やおい系同人誌を描くことが趣味の腐女子でもある。
過去の経験を読み取り未来を予測する「未来視」の異能力を持つが、意思に関係なくランダムに発生するだけなので、それ以外は思考が速く勘が鋭いだけの普通の人である。なおこの「未来視」は「過去視」の上位互換的なものらしく、相手の過去を視て、その上で未来を計算するというものであるらしい。
同じプロットの人物して『空の境界 未来福音』に登場する「瀬尾静音」がいる。未来視や造り酒屋の設定や、デザインに共通点があるが、奈須きのこによれば、両者とも従姉妹関係である。
遠野 志貴（とおの しき）
晶が街中で偶然出会った青年。晶の未来視によると彼が人を殺してしまうという。
実は本編で「遠野志貴」として登場する人物は本物の遠野志貴ではなく、彼に成りすました全くの別人である。彼自身も過去視という能力を持っており、それによって偶然本物の遠野志貴の凄惨な過去を垣間見てしまったために、彼のような殺人貴になろうとしていた。
本物の遠野志貴は本編中ごろと終盤に登場する。
遠野 秋葉（とおの あきは）
晶の通う中学の先輩でOGにあたる。物語中盤で志貴と兄妹である事が発覚する。
デモンストレーション
『月姫』を紹介するデモンストレーション。
「げっちゃ」
『月姫』のヒロイン達（+弓塚さつき）によるゲーム終了後の反省会。ここで各キャラのイメージソングが公表された。
「げっちゃ2」
『PLUS+DISC』で追加された話。『月姫』における弓塚さつきの設定資料お披露目、シオン・エルトナム・アトラシア、ワラキアの夜の設定資料が公開される。なお、ここで弓塚さつきが「『フェイト』が終わったら次は『月姫』の直しだって、知らない人が言ってたんだから!」と発言。真意のほどは定かではなかったが、後に本当に『月姫』のリメイクが発表された。
「きのこ名作実験場」
半月版（体験版）完成時に作られた、構想0分、製作60分のアナザーストーリー。

## 収録物
空の境界
テキストで第一話「俯瞰風景」～第四話「伽藍の洞」までが収録されている。
壁紙
『PLUS+DISC』では数多くの作家によって描かれた壁紙が収録。また、『月箱』のパッケージに使用されている絵も壁紙として収録されている。